# Jan Grabowski
Jan Grabowski (Varsavia, 24 giugno 1962) è uno storico polacco.

## Biografia
Figlio di padre ebreo superstite dell'Olocausto e di madre cattolica, ha studiato all'Università di Varsavia laureandosi in storia nel 1986. Nel 1994 ha conseguito il dottorato all'Università di Montréal, per subito ottenere una cattedra all'Università di Ottawa, dove insegna. È ricercatore presso l'istituto di filosofia e sociologia dell'Accademia polacca delle scienze (Centro ricerche sull'Olocausto).
La sua ricerca sull'Olocausto nella Polonia occupata dal 1939 al 1945 ha dimostrato che parte del popolo polacco sotto occupazione tedesca fu arruolato nella persecuzione degli ebrei, come era stato notato dalla politica della memoria nel dopoguerra polacco. Nel 2014 Grabowski ha ricevuto un'onorificenza da Yad Vashem per il saggio Hunt for the Jews.
Nel 2016, in occasione dell'inaugurazione a Markowa del Museo dedicato alla famiglia Ulma e ai polacchi che salvarono gli ebrei nella seconda guerra mondiale, pur plaudendo all'iniziativa, l'ha criticata sostenendo che offrisse una visione parziale della vicenda, e che la ricerca storica avesse trascurato in particolare la questione del ruolo giocato dal locale ufficiale di polizia Włodzimierz Leś (poi fucilato dalla resistenza polacca) nella delazione che condusse alla scoperta da parte dei nazisti del nascondiglio offerto agli ebrei dagli Ulma.
Nel 2017 ha ricevuto minacce personali per le sue pubblicazioni ed è stato attaccato da una lettera aperta all'Università di Ottawa, firmata da oltre cento accademici polacchi, in una campagna lanciata dalla lega polacca antidiffamazione Reduta Dobrego Imienia.
Nel 2020 è stato eletto alla Royal Society of Canada.
Poliglotta, parla correntemente francese, inglese, tedesco, polacco e russo; i suoi articoli sono stati pubblicati da riviste scientifiche in inglese, francese, polacco, tedesco ed ebraico.

## Procedimento giudiziario
Nel 2018 Grabowski e Barbara Engelking pubblicarono insieme Danach ist nur Nacht, sul destino degli ebrei in Polonia durante l'occupazione tedesca. Il lungo saggio esaminava a fondo l'aiuto dei civili polacchi agli occupanti nel rintracciare e uccidere gli ebrei fuggiti dai ghetti e dai campi di concentramento. Gli autori furono citati in giudizio da Filomena Leszczyńska, nipote dall'allora sindaco Edward Malinowski, che essi avevano accusato di aver indicato 22 ebrei, poi messi a morte dai nazisti. La querelante eccepiva che Malinowski era già stato assolto da tale accusa in un processo celebrato poco dopo la fine della guerra. Il 9 febbraio 2021 il tribunale polacco condannò Grabowski e Engeling a pubbliche scuse verso la ricorrente. Il giudizio ebbe risonanza mondiale. Yad Vashem  definì la sentenza un «grave attacco alla libertà della ricerca», mettendo in risalto che nonostante il loro istituto «onora [come Giusti fra le Nazioni] 7.112 polacchi, stimando che abbiano salvato circa 35.000 ebrei», è anche vero che la ricerca storica mostrava chiaramente «che tale aiuto "era relativamente raro, e gli attacchi contro gli ebrei e persino l'assassinio erano fenomeni diffusi"». La polemica nacque anche sullo sfondo di una controversa legge adottata nel 2018 dal primo governo Morawiecki, che sanziona penalmente l'«attacco al buon nome della nazione polacca», nella quale molti critici leggono un tentativo di «sbianchettare» la storia della Polonia. Grabowski e Engelking interposero appello, e il giudice di secondo grado annullò la sentenza il 16 agosto 2021 perché in contrasto con la libertà di pensiero e di ricerca.

## Opere
- Historia Kanady (2001)
- «Ja tego Żyda znam!» Szantażowanie Żydów w Warszawie 1939-1943 (2004)
- Rescue for Money: Paid Helpers in Poland, 1939-1945 (2008)
- Żydowskich przestępców należy karać śmiercią! «Przestępczość» Żydów w okupowanej Warszawie 1939-1942 (2010, con Barbara Engelking)
- Judenjagd. Polowanie na Żydów, 1942–1945. Studium Dziejów Pewnego Powiatu (2011)
- Zarys Krajobrazu. Wieś polska wobec Zagłady, 1942-1945 (2011)
- Klucze i Kasa. Losy mienia żydowskiego w okupowanej Polsce, 1939-1945 (2014)
- Dalej jest noc. Losy Żydów w wybranych powiatach okupowanej Polski (2018, con Barbara Engelking)